# Collegio elettorale di Nuoro (Camera dei deputati)
Il collegio di Nuoro fu un collegio elettorale uninominale della Repubblica Italiana per l'elezione della Camera dei deputati. Apparteneva alla circoscrizione Sardegna e fu utilizzato per eleggere un deputato nella XII, XIII e XIV legislatura.
Venne istituito nel 1993 con la cosiddetta Legge Mattarella (Legge n. 277, Nuove norme per l'elezione della Camera dei deputati), attuata in seguito al referendum abrogativo del 1993. La legge istituì per la Camera dei deputati e per il Senato della Repubblica un sistema di elezione misto, in parte maggioritario e in parte proporzionale. Il 75% dei parlamentari dell'assemblea veniva eletto in collegi uninominali tramite sistema maggioritario a turno unico; il restante 25% alla Camera veniva eletto tramite sistema proporzionale con liste bloccate.
Il collegio venne abolito insieme a tutti gli altri che costituivano la Camera con la promulgazione della legge elettorale successiva, la cosiddetta Legge Calderoli. Questa prevedeva un sistema proporzionale con premio di maggioranza, che alla Camera veniva attribuito a livello nazionale.

## Territorio
Il collegio di Nuoro era uno dei 14 collegi uninominali in cui era suddivisa la Sardegna e, come previsto dal D.Lgs. del 20 dicembre 1993 n. 536, era compreso nelle province di Nuoro e di Sassari e comprendeva i seguenti comuni: Bitti, Budoni, Dorgali, Fonni, Galtellì, Irgoli, Loculi, Lodè, Lodine, Lula, Mamoiada, Nuoro, Oliena, Onanì, Onifai, Orgosolo, Orosei, Orune, Osidda, Posada, San Teodoro, Siniscola e Torpè.

## Eletti
| Elezione | Elezione      | Deputato       | Partito                |
| -------- | ------------- | -------------- | ---------------------- |
|          | 1994          | Angelo Altea   | Progressisti (PRC)     |
|          | 1996          | Antonello Soro | L'Ulivo - PSd'Az (PPI) |
| 2001     | L'Ulivo (PPI) | Antonello Soro |                        |

## Dati elettorali

### XII legislatura

#### Risultati proporzionale
| Coalizioni        | Coalizioni                            | Liste                                 | Liste                                 | Voti   | %     |
| ----------------- | ------------------------------------- | ------------------------------------- | ------------------------------------- | ------ | ----- |
|                   | Progressisti                          |                                       | Partito Democratico della Sinistra    | 15.399 | 23,79 |
|                   | Progressisti                          | Partito della Rifondazione Comunista  | 4.467                                 | 6,90   |       |
|                   | Progressisti                          | Partito Socialista Italiano           | 2.169                                 | 3,35   |       |
|                   | Progressisti                          | Federazione dei Verdi                 | 1.263                                 | 1,95   |       |
|                   | Progressisti                          | Alleanza Democratica                  | 1.224                                 | 1,89   |       |
| Totale coalizione | Totale coalizione                     | 24.522                                | 37,88                                 |        |       |
|                   | Patto per l'Italia                    |                                       | Partito Popolare Italiano             | 13.108 | 20,25 |
|                   | Patto per l'Italia                    | Patto Segni                           | 8.380                                 | 12,95  |       |
| Totale coalizione | Totale coalizione                     | 21.488                                | 33,20                                 |        |       |
|                   | Polo del Buon Governo                 |                                       | Forza Italia                          | 8.757  | 13,53 |
|                   | Polo del Buon Governo                 | Alleanza Nazionale                    | 5.798                                 | 8,96   |       |
| Totale coalizione | Totale coalizione                     | 14.555                                | 22,49                                 |        |       |
|                   | Partidu Indipendentista               | Partidu Indipendentista               | Partidu Indipendentista               | 2.377  | 3,67  |
|                   | Lista Pannella                        | Lista Pannella                        | Lista Pannella                        | 1.254  | 1,94  |
|                   | Movimento per la Democrazia - La Rete | Movimento per la Democrazia - La Rete | Movimento per la Democrazia - La Rete | 240    | 0,37  |
|                   | L'Arca                                | L'Arca                                | L'Arca                                | 190    | 0,29  |
|                   | Centro Democratico                    | Centro Democratico                    | Centro Democratico                    | 104    | 0,16  |
| Totale            | Totale                                | Totale                                | Totale                                | 64.730 |       |

#### Risultati uninominale
|                               | Angelo Altea ✔️ Eletto                | Progressisti                                      | 20 558 | 31,98 |  |  |  |  |  |
|                               | Franco Mariano Mulas                  | Patto per l'Italia                                | 16 787 | 26,11 |  |  |  |  |  |
|                               | Delio Maria Antonio Maurilio Caporale | Polo del Buon Governo (FI - AN - CCD - UDC - PLD) | 15 140 | 23,55 |  |  |  |  |  |
|                               | Maria Giovanna Mulas                  | Partito Sardo d'Azione                            | 8 540  | 13,28 |  |  |  |  |  |
|                               | Giovanni Maria Sanna                  | Partidu Indipendentista                           | 3 267  | 5,08  |  |  |  |  |  |
| Totale                        | Totale                                | Totale                                            | 64 292 | 100   |  |  |  |  |  |
|                               |                                       |                                                   |        |       |  |  |  |  |  |
| Fonte: Ministero dell'interno |                                       |                                                   |        |       |  |  |  |  |  |

### XIII legislatura

#### Risultati proporzionale
| Coalizioni        | Coalizioni                         | Liste                                     | Liste                              | Voti   | %     |
| ----------------- | ---------------------------------- | ----------------------------------------- | ---------------------------------- | ------ | ----- |
|                   | L'Ulivo - Partito Sardo d'Azione   |                                           | Partito Democratico della Sinistra | 14.360 | 23,04 |
|                   | L'Ulivo - Partito Sardo d'Azione   | Popolari per Prodi (PPI-SVP-PRI-UD-Prodi) | 6.182                              | 9,92   |       |
|                   | L'Ulivo - Partito Sardo d'Azione   | Rinnovamento Italiano                     | 3.567                              | 5,72   |       |
|                   | L'Ulivo - Partito Sardo d'Azione   | Partito Sardo d'Azione                    | 3.529                              | 5,66   |       |
|                   | L'Ulivo - Partito Sardo d'Azione   | Federazione dei Verdi                     | 1.007                              | 1,62   |       |
| Totale coalizione | Totale coalizione                  | 28.645                                    | 45,96                              |        |       |
|                   | Polo per le Libertà                |                                           | Forza Italia                       | 10.087 | 16,18 |
|                   | Polo per le Libertà                | Alleanza Nazionale                        | 8.811                              | 14,13  |       |
|                   | Polo per le Libertà                | CCD-CDU                                   | 4.447                              | 7,13   |       |
| Totale coalizione | Totale coalizione                  | 23.345                                    | 37,44                              |        |       |
|                   | Progressisti                       |                                           | Rifondazione Comunista             | 6.218  | 9,97  |
|                   | Sardigna Natzione                  | Sardigna Natzione                         | Sardigna Natzione                  | 3.059  | 4,91  |
|                   | Lista Pannella - Sgarbi            | Lista Pannella - Sgarbi                   | Lista Pannella - Sgarbi            | 767    | 1,23  |
|                   | Movimento Sociale Fiamma Tricolore | Movimento Sociale Fiamma Tricolore        | Movimento Sociale Fiamma Tricolore | 304    | 0,49  |
| Totale            | Totale                             | Totale                                    | Totale                             | 62.338 |       |

#### Risultati uninominale
|                               | Antonello Soro ✔️ Eletto     | L'Ulivo - Partito Sardo d'Azione | 36 578 | 58,54 |  |  |  |  |  |
|                               | Myriam Francesca Anna Siotto | Polo per le Libertà              | 21 217 | 33,96 |  |  |  |  |  |
|                               | Giovanni Maria Sanna         | Sardigna Natzione Indipendentzia | 4 686  | 7,50  |  |  |  |  |  |
| Totale                        | Totale                       | Totale                           | 62 481 | 100   |  |  |  |  |  |
|                               |                              |                                  |        |       |  |  |  |  |  |
| Fonte: Ministero dell'interno |                              |                                  |        |       |  |  |  |  |  |

### XIV legislatura

#### Risultati proporzionale
| Coalizioni        | Coalizioni                                 | Liste                                      | Liste                                      | Voti   | %     |
| ----------------- | ------------------------------------------ | ------------------------------------------ | ------------------------------------------ | ------ | ----- |
|                   | L'Ulivo                                    |                                            | Democratici di Sinistra                    | 13.452 | 20,76 |
|                   | L'Ulivo                                    | La Margherita (Dem - PPI - RI- UDEUR)      | 9.019                                      | 13,92  |       |
|                   | L'Ulivo                                    | Comunisti Italiani                         | 1.825                                      | 2,82   |       |
|                   | L'Ulivo                                    | Il Girasole (FdV - SDI)                    | 1.300                                      | 2,01   |       |
| Totale coalizione | Totale coalizione                          | 25.596                                     | 39,51                                      |        |       |
|                   | Casa delle Libertà                         |                                            | Forza Italia                               | 12.172 | 18,79 |
|                   | Casa delle Libertà                         | Alleanza Nazionale                         | 8.342                                      | 12,88  |       |
|                   | Casa delle Libertà                         | CCD-CDU                                    | 4.589                                      | 7,08   |       |
|                   | Casa delle Libertà                         | Nuovo PSI                                  | 482                                        | 0,74   |       |
| Totale coalizione | Totale coalizione                          | 25.585                                     | 39,49                                      |        |       |
|                   | Rifondazione Comunista                     | Rifondazione Comunista                     | Rifondazione Comunista                     | 4.789  | 7,39  |
|                   | Partito Sardo d'Azione - Sardigna Natzione | Partito Sardo d'Azione - Sardigna Natzione | Partito Sardo d'Azione - Sardigna Natzione | 3.765  | 5,81  |
|                   | Lista Di Pietro                            | Lista Di Pietro                            | Lista Di Pietro                            | 3.198  | 4,94  |
|                   | Democrazia Europea                         | Democrazia Europea                         | Democrazia Europea                         | 793    | 1,22  |
|                   | Lista Pannella - Bonino                    | Lista Pannella - Bonino                    | Lista Pannella - Bonino                    | 775    | 1,20  |
|                   | Lista Amadu                                | Lista Amadu                                | Lista Amadu                                | 129    | 0,20  |
|                   | Paese Nuovo                                | Paese Nuovo                                | Paese Nuovo                                | 113    | 0,17  |
|                   | Abolizione scorporo                        | Abolizione scorporo                        | Abolizione scorporo                        | 43     | 0,07  |
| Totale            | Totale                                     | Totale                                     | Totale                                     | 64.786 |       |

#### Risultati uninominale
|                               | Antonello Soro ✔️ Eletto            | L'Ulivo                                    | 34 634 | 51,93 |  |  |  |  |  |
|                               | Mario Ottavio Lai                   | Casa delle Libertà                         | 23 417 | 35,11 |  |  |  |  |  |
|                               | Enzo Massaiu                        | Partito Sardo d'Azione - Sardigna Natzione | 4 482  | 6,72  |  |  |  |  |  |
|                               | Michele Francesco Pala              | Lista Di Pietro                            | 3 321  | 4,98  |  |  |  |  |  |
|                               | Giannantonio Evangelista Piccirillo | Lista Emma Bonino                          | 840    | 1,26  |  |  |  |  |  |
| Totale                        | Totale                              | Totale                                     | 66 694 | 100   |  |  |  |  |  |
|                               |                                     |                                            |        |       |  |  |  |  |  |
| Fonte: Ministero dell'interno |                                     |                                            |        |       |  |  |  |  |  |